# Softboy
Softboy är det svenska indierockbandet Firesides första EP, utgiven 1993 på skivbolaget A West Side Fabrication.

## Låtlista
Text: Kristofer Åström, musik: Pelle Gunnerfeldt, Åström.
1. "Downer"
2. "Drop My Shoulder"
3. "Someone Spitting"
4. "Valid Set"

## Medverkande

### Musiker
- Fredrik Granberg - trummor
- Pelle Gunnerfeldt - gitarr
- Frans Johansson - bas
- Kjell Nästén - inspelning
- Kristofer Åström - sång, gitarr

### Fotnoter
1. 1 2  ”Softboy”. Discogs.com. http://www.discogs.com/Fireside-Softboy/release/3039516. Läst 21 maj 2012.